# アドリアーン・ファン・ユトレヒト
アドリアーン・ファン・ユトレヒト (Adriaen van Utrecht, 1599年–1652年)は、フランドルのバロック期の画家。静物画で知られている。

## 生涯
アドリアーン・ファン・ユトレヒトは、その名前とは違いアントワープ出身である。1614年に画家の  Herman de Neytの工房に入り、フランス・スナイデルスやヤン・フェイトの影響を受ける。その後フランス、ドイツ、イタリアを旅し、そこでバロック絵画の、また巨匠たちのキアロスクーロから影響を受ける。アントワープに戻って1625年には聖ルカ組合に親方として登録されている。 1628年には同じく画家であり詩人でもあったコンスタンシアという女性と結婚するが、 彼女はウィレム・ファン・ニウラント2世 の娘であった。数カ月後には彼女の姉妹が画家のシモン・デ・フォスと結婚している。ファン・ユトレヒトは自身の工房を持ち、1626年から1646年の間に少なくとも7人の弟子がいた。
ファン・ユトレヒトは ヤン・ダーフィッツゾーン・デ・ヘーム、エヴァリスト・バスケニス、ニコラ・ド・ラルジリエールから影響を受けている。ファン・ユトレヒトは静物画に特出しており、狩りの獲物や豊富な野菜や果物を描いた。また、ヴァニタスや魚屋、食料貯蔵室、鶏や七面鳥等のいる農家の庭の光景も描いた。彼はまた他の画家との共同制作もしており、ダフィット・テニールス (子)、ヤーコブ・ヨルダーンス、エラスムス・クエリヌス2世、テオドール・ロンバウツ、テオドール・ファン・テュルデン、ヤン・ファン・デン・ヘッケといった画家たちの作品に静物を描き込んでいる。また、タペストリーのデザインも手掛けた。

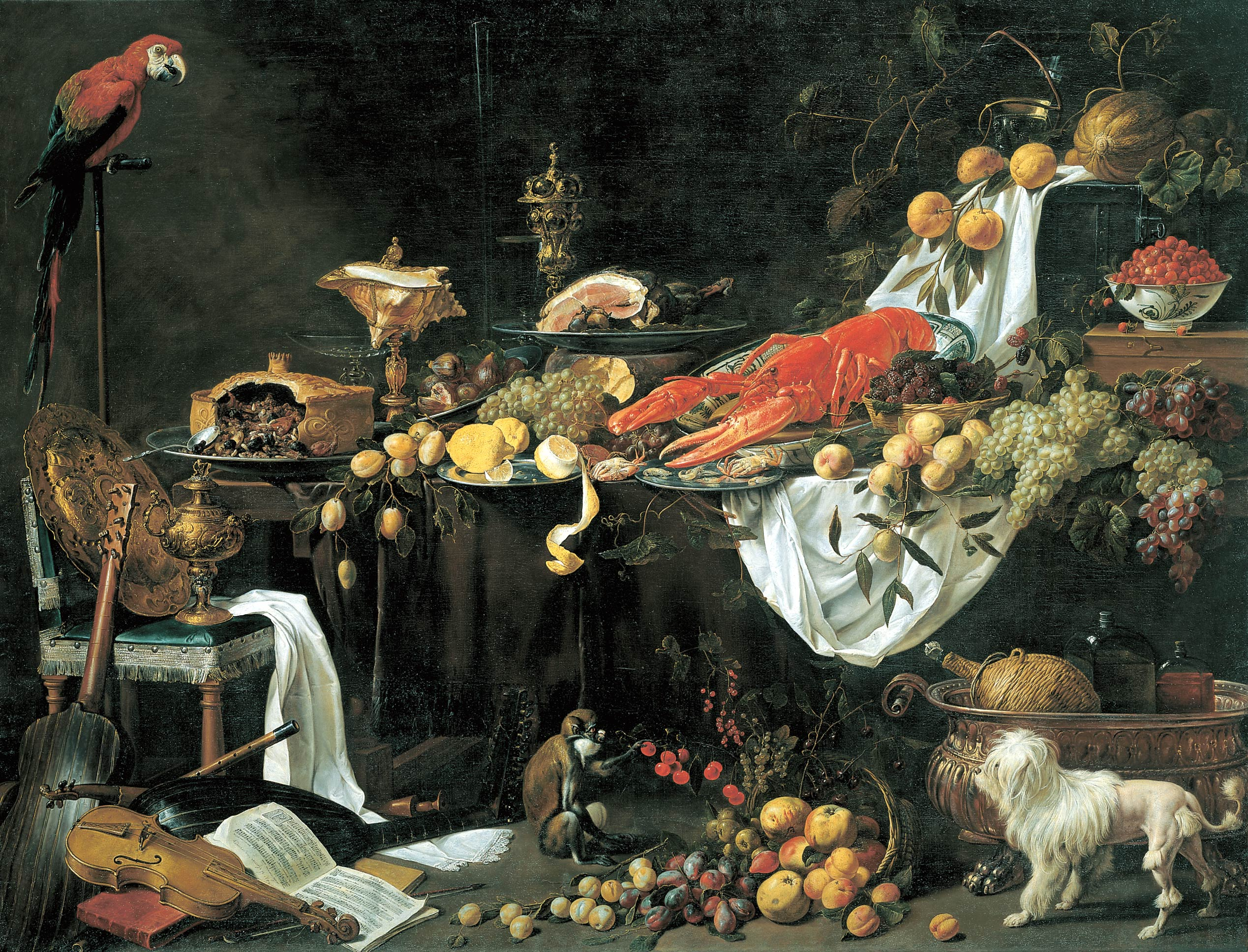
『静物』(1644)、アムステルダム国立美術館

ファン・ユトレヒトの作品は当時人気があり、 フェリペ4世のお気に入りだったこともあってプラド美術館にも所蔵されている。オーストリアやドイツの宮廷からも注文を受けていた。彼の作品は他にもサンクトペテルブルクのエルミタージュ美術館、アムステルダムのアムステルダム国立美術館、ストックホルムのデンマーク国立博物館、ロンドンのボウズ博物館、ロサンゼルスのJ・ポール・ゲティ美術館等に所蔵されている。